# The White Raven (film 1917)
The White Raven è un film muto del 1917 diretto da George D. Baker. Il regista firma anche la sceneggiatura che si basa su un soggetto di Charles Logue. Prodotto dalla Rolfe Photoplays, il film aveva come interprete principale Ethel Barrymore affiancata da William B. Davidson, Walter Hitchcock, George A. Wright, Viola A. Fortescue, H.H. Pattee, Mario Majeroni, Phil Sanford.

## Trama
Nan Baldwin, figlia in ex broker di Wall Street andato in rovina per colpa del suo socio John Blaisdell, si sostiene cantando in un saloon in Alaska sotto il nome di "The White Raven". Volendo uscire a tutti i costi da quell'ambiente malfamato per potere tornare ai suoi studi musicali, Nan si offre come premio del vincitore di una partita a carte giocata a mille dollari la mano. Il vincitore, uno sconosciuto, le permette di partire con il denaro a condizione che ritorni da lui per adempiere al suo debito dopo aver realizzato le sue ambizioni. A New York, Nan diventa una famosa cantante e riesce anche a vendicare il padre. Si innamora di un giovane che, però, rifiuta di sposare a causa del suo impegno in sospeso con lo sconosciuto vincitore. Quando Nan torna in Alaska per ottemperare alla promessa scopre con sorpresa che lo sconosciuto non è altri che il suo giovane innamorato di New York.

## Produzione
Il film fu prodotto dalla Rolfe Photoplays.

## Distribuzione
Distribuito dalla Metro Pictures Corporation e presentato da B.A. Rolfe, il film uscì nelle sale cinematografiche statunitensi il 14 o il 15 gennaio 1917.
Il copyright del film, richiesto dalla B. A. Rolfe Photoplays, Inc., fu registrato il 16 gennaio 1917 con il numero LP9995.
Copia completa della pellicola si trova conservata negli archivi del George Eastman House di Rochester.